# Antoine Viquerat
Antoine Viquerat (Boulogne-Billancourt, 5 de octubre de 1998) es un deportista francés que compite en natación. Ganó una medalla de plata en el Campeonato Europeo de Natación de 2022, en la prueba de 4 × 100 m estilos.

## Palmarés internacional
| Campeonato Europeo | Campeonato Europeo | Campeonato Europeo | Campeonato Europeo |
| Año                | Lugar              | Medalla            | Prueba             |
| ------------------ | ------------------ | ------------------ | ------------------ |
| 2022               | Roma (Italia)      | Medalla de plata   | 4 × 100 m estilos  |